# Пипа и бык (мультфильм)
«Пипа и бык» — рисованный мультипликационный фильм. Продолжение мультфильма «Лягушка Пипа» 1992 года.

## Сюжет
Лягушка-фантазёрка Пипа вообразила себя быком. Председатель колхоза решил, что такого маленького быка содержать гораздо легче. Но коровы, поняв, что их обманули, изгнали Пипу из стада и возвратили своего быка.

## Создатели
| Автор сценария       | Сергей Седов                                                                    |
| Режиссёр             | Геннадий Тищенко                                                                |
| Оператор             | Игорь Шкамарда                                                                  |
| Художники-аниматоры: | Светлана Сичкарь, Олег Сафронов, Алексей Крылов, Антонина Алёшина               |
| Роли озвучивали:     | Людмила Ильина — Лягушка Пипа Борис Шувалов — Фермер, Бык, рассказчик от автора |
| Редактор             | Алиса Феодориди                                                                 |